# Partido Comunista da Hungria
O Partido Comunista da Hungria (em húngaro: Kommunisták Magyarországi Pártja, KMP) foi um partido político comunista fundado em 24 de novembro de 1918 na Rússia por Béla Kun e outros exilados comunistas húngaros, com o objetivo de promover o marxismo-leninismo na Hungria e propiciar a tomada de poder e a ditadura do proletariado. Com a sua entrada no governo, chegou a instituir a República Soviética da Hungria, mas não conseguiu perpetuar o seu poder e terminou desaparecendo em 1943. 
Não deve ser confundido com o Partido Comunista Húngaro (em húngaro: Magyar Kommunista Párt, MKP), fundado em 1945 na Hungria e que governou o país entre 1949 e 1989. 

## Fundação e crescimento

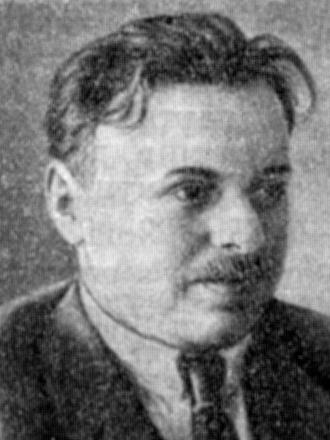
Béla Kun

O Partido Comunista da Hungria foi fundado em 1918 por Béla Kun, um ex-jornalista que lutou no exército austro-húngaro durante a Primeira Guerra Mundial. O seu contacto com a Revolução Russa fez com que ele e outros soldados em campos de prisoneiros iniciassem a criação do Partido Comunista da Hungria em Moscovo em 1918. Libertados, Kun e os demais comunistas regressaram à Hungria, onde estabeleceram definitivamente o KMP. 
Por enquanto, em 16 de novembro de 1918 é proclamada a República Democrática da Hungria, com um governo de coaligação entre os social-democratas e os nacionalistas, liderado por Mihály Károly. O novo governo, porém, não conseguiu acalmar as exigências populares, que se verificaram em forma de maciços protestos nas ruas liderados por operários e ex-militares, a maioria dos quais veteranos de guerra, e também em forma de conselhos operários nas fábricas. 
Na altura, o KMP estava formado por um pequeno grupo de comunistas pró-bolcheviques e social-democratas de esquerda, muito reduzido se comparado com o Partido Social-Democrata da Hungria (SzDP). Contudo, a instabilidade do governo de Károly fez com que os princípios do KMP, que incluíam fundamentos marxistas-leninistas como a abolição do capitalismo, a revolução proletária e a ditadura do proletariado fossem cada vez melhor considerados pelo povo húngaro. Os conselhos operários deram passo à criação de sovietes como o Soviete de Budapeste, liderado precisamente por Béla Kun. A instabilidade política continuou a aumentar, ao ponto de forçar a demissão de Mihály Károly em janeiro de 1919, que foi substituído por Denés Berinkey, sem que as suas promessas de reformas servissem para acalmar as exigências dos sovietes.
Nessas circunstâncias, o SzDP promoverá uma coaligação com o KMP, criticada por Lenin, que considerava os social-democratas como aliados dos mencheviques russos. A coaligação, porém, consegue instaurar a República Soviética da Hungria em março de 1919, com Béla Kun à cabeça. 

## A República Soviética da Hungria

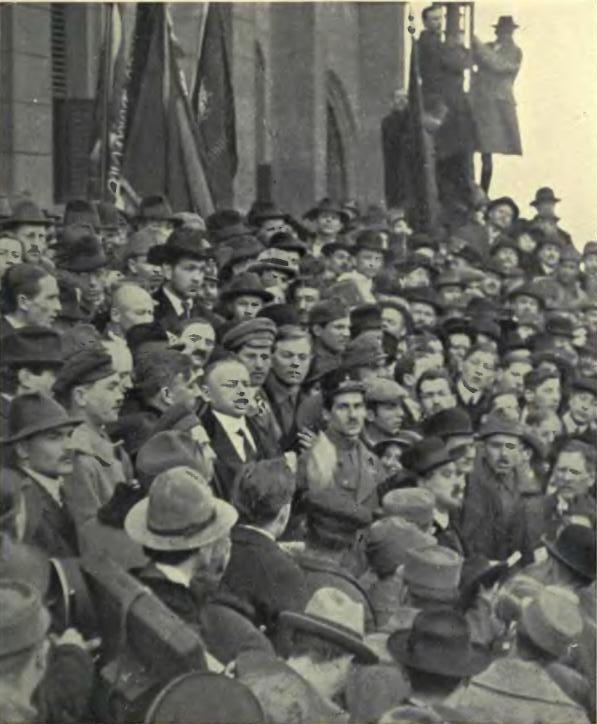
Proclamação da república soviética na escadaria do Parlamento húngaro. Béla Kun no centro.

Kun concentrou-se fundamentalmente na nacionalização da indústria privada e no maciço projeto de coletivização da terra. Ademais, tentou normalizar as relações exteriores com os poderes da Tríplice Entente, entre os quais a nova Rússia, com o objetivo de recuperar alguns dos territórios perdidos após a derrota do Império Austro-Húngaro na Primeira Guerra Mundial.
Ademais, o trabalho do KMP centrou-se em tentar minorar os efeitos do caos económico em que tinha ficado a Hungria após a guerra. Porém, não foi capaz de controlar o aumento da inflação e a falta de alimentos. A oposição, liderada por Miklós Horthy, fez-se forte e, em junho de 1919, tentou um golpe de Estado com o objetivo de banir o sistema soviético. Como resposta, o KMP promoveu uma violenta campanha de repressão política através da polícia secreta. 
Contudo, a invasão do exército romeno fará com que o KMP seja expulso do poder, que passa às mãos dos social-democratas, e com que Béla Kun deva exilar-se em Viena. A República Soviética da Hungria tinha durado 133 dias.

## Época entre guerras
A queda da República Soviética foi seguida pelo estabelecimento de um governo social-democrata liderado por Gyula Peidl, que em 2 de agosto de 1919 decretou a mudança do nome do país pelo de República Popular da Hungria e a revisão das políticas comunistas levadas em frente pelo KMP de Kun. Quatro dias mais tarde, porém, István Friedrich, líder da Associação de Camaradas da Casa Branca, um partido de direita que se tinha constituído durante a luta contra-revolucionária contra o KMP, deu um novo golpe de Estado apoiado pelo remanente das tropas romenas. No dia seguinte, o arquiduque José Augusto auto-proclamou-se regente da Hungria, mas foi obrigado a renunciar em 23 de agosto, passando István Friedrich a ser nomeado Primeiro Ministro. 
Paralelamente, produziu-se um expurgo anti-comunista conhecido como Terror Branco, que durou um ano e durante o qual o novo governo nacionalista promoveu o assassinato de entre 1.000 e 5.000 pessoas, e o encarceramento e tortura de outros milhares. Grande parte da antiga direção do KMP foi executada, e os membros que sobreviveram exilaram-se primeiro em Viena, passando durante a década de 1920 à União Soviética. Deste modo, o KMP viu-se obrigado a observar os acontecimentos desde a distância.  
Finalmente, Friedrich foi substituído em 24 de novembro por Károly Huszár como Primeiro Ministro e Presidente até à restauração da monarquia, que se produziu em 1 de março de 1920, quando é instituído o Reino da Hungria sob o comando do regente Miklós Horthy em lugar do abdicado Carlos IV. 
Será na URSS onde o KMP organize o seu primeiro Congresso, em 18 de agosto de 1925. A liderança do partido, além de Kun, variou enormemente durante aqueles anos. Por outra parte, para contrarrestar a nula capacidade operativa na Hungria, o KMP decide criar um partido legal que possa agir no interior do novo Reino da Hungria. O Partido Socialista Operário da Hungria (MSzMP), porém, será também combatido pelo poder conservador, ao ponto de deixar de exisitir nominalmente desde 1927. 
A repressão continuou na Hungria. Em 1931, a declaração da lei marcial permitiu o governo localizar suspeitosos de comunismo e encarecerá-los ou executá-los à vontade. Além disso, a maior derrota para os comunistas húngaros foi o abandono, da parte da Comintern (da qual o KMP fazia parte), da política de frente popular, e também os expurgos estalinistas que tiveram especial incidência entre os húngaros exilados na URSS, entre eles o próprio Béla Kun.

## Dissolução do KMP
Durante a década de 1940, o KMP estava constituído apenas por grupúsculos. Em 1941, após a invasão da URSS pelo Terceiro Reich, o Comité Central do KMP pediu aos militantes trabalharem em grupos de resistência não comunista com o fim de nutrir o frente anti-nazista. O movimento, porém, terminou rapidamente nas detenções em massa de 1942, que incluíram também a direção do KMP. Isto, com a desaparição da Comintern em 1943, assinala o fim do KMP como partido em ativo. 

## Legado
O Partido Comunista da Hungria conseguiu constituir a República Soviética da Hungria, porém, não conseguiu consolidar o poder operário e uma série de golpes de Estado propiciados pela direita capitalista e monárquica terminaram com as suas atividades, definitivamente, em 1943. 
O comunismo húngaro, porém, continuou vivo, mesmo que muito debilitado, aglutinado arredor de János Kádár, que, após ser liberado depois de 16 anos de encareceramento no gulag stalinista, regressou à Hungria e fundou o Partido da Paz após a desaparição definitiva do KMP. 

## Membros relevantes
- Béla Kun
- János Kádár
- Mátyás Rákosi
- Imre Nagy
- Tibor Szamuely
- László Rudas
- Béla Szántó
- Otto Korvin
- Ede Chlepkó